# Schalfkogel
De Schalfkogel is een 3540 meter hoge berg in de Ötztaler Alpen in het Oostenrijkse Tirol.
De berg ligt in de Ramolkam ten noorden van de Schalfkogeljoch. De top is te bereiken via een gletsjertocht vanaf het Ramolhaus, het Hochwildehaus of de Martin-Busch-Hütte. Deze hutten worden bijna zonder uitzondering bereikt vanuit het Ötztal, via het Gurgler Tal of het Venter Tal.
De beklimming vanaf het Ramolhaus loopt over de noordkam van de Schalfkogel en loopt over de Firmisanjoch. De klim vanuit het Hochwildehaus voert over de zuidkam, over de Gurgler Ferner. De westflank van de Schalfkogel kan het best worden beklommen vanaf de Martin-Busch-Hütte. Vanaf deze hut, die vaak als rustpunt voor beklimming van onder andere de Mutmalspitze dient, loopt de route over het onderste deel van de Marzellferner en de Großer Schalfferner naar de Diemjoch en vanaf hier naar de top van de Schalfkogel.